# Federaun
Federaun (slow. Vetrov) ist eine Katastralgemeinde von Villach am Ausgang des Gailtals.
Auf dem Gebiet der Katastralgemeinde liegen die Ortschaften Oberfederaun, Unterfederaun, Oberschütt und Unterschütt.
Ein ehemaliger Römerweg (Via Julia Augusta), der heute als Wanderweg genutzt wird, führt von Federaun nach Warmbad. Hier sind die bis zu 20 cm tiefen Fahrrillen der römischen Postwagen zu erkennen. Über dem Ort auf einem steilen Felsen befindet sich die Burgruine Federaun.
Infolge des Bebens von 1348 kam es zu Schäden in Federaun.
Der Name Federaun leitet sich von der romanischen Form „Vederona“ ab, was so viel wie „Wettergegend“ bedeutet.
Am westlichen Ortsrand von Unterfederaun steht die gotische Filialkirche Federaun.

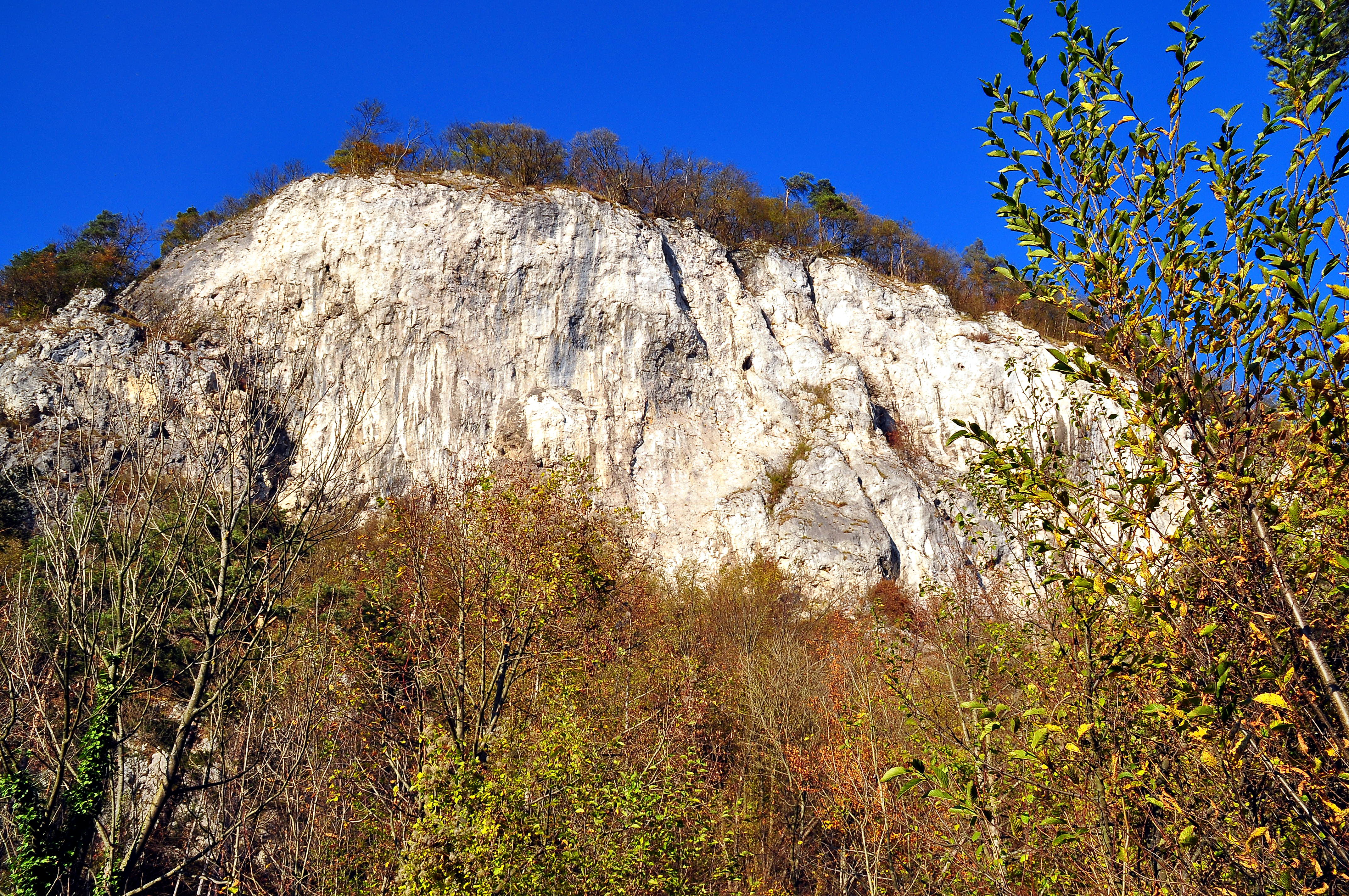
Felsen über Unterfederaun
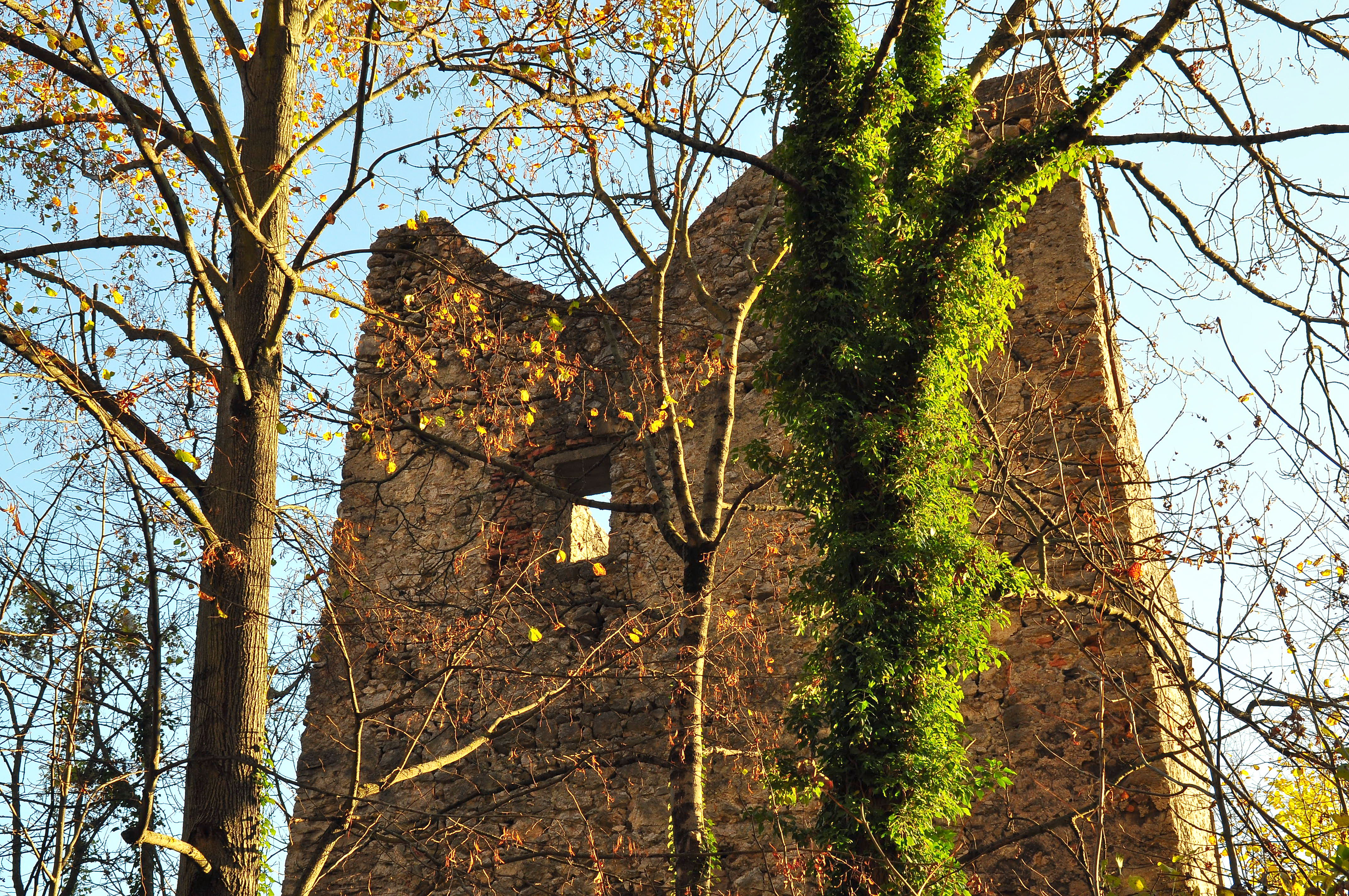
Bergfried der Burgruine Federaun
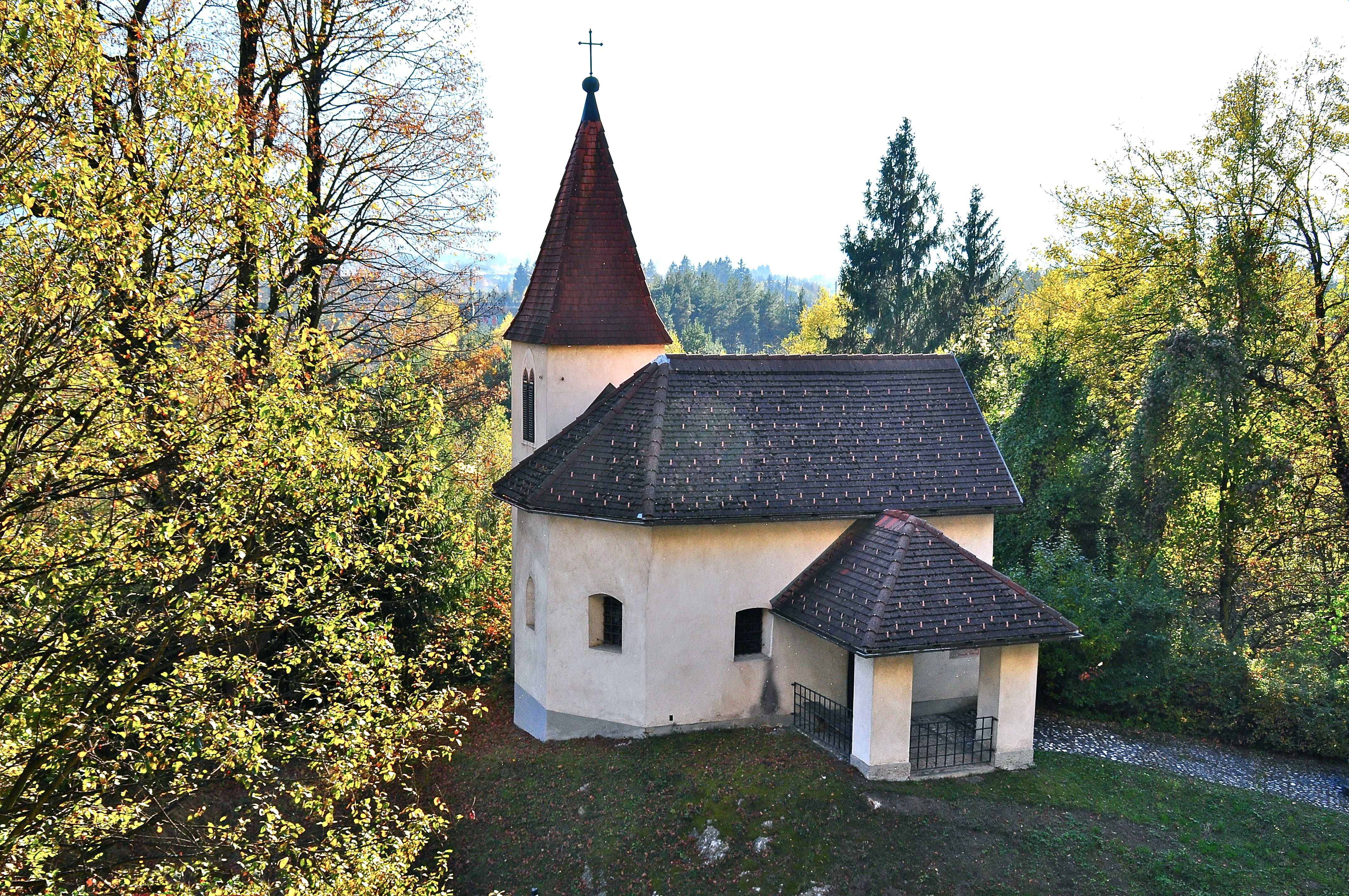
Filialkirche heiliger Matthäus in Unterfederaun
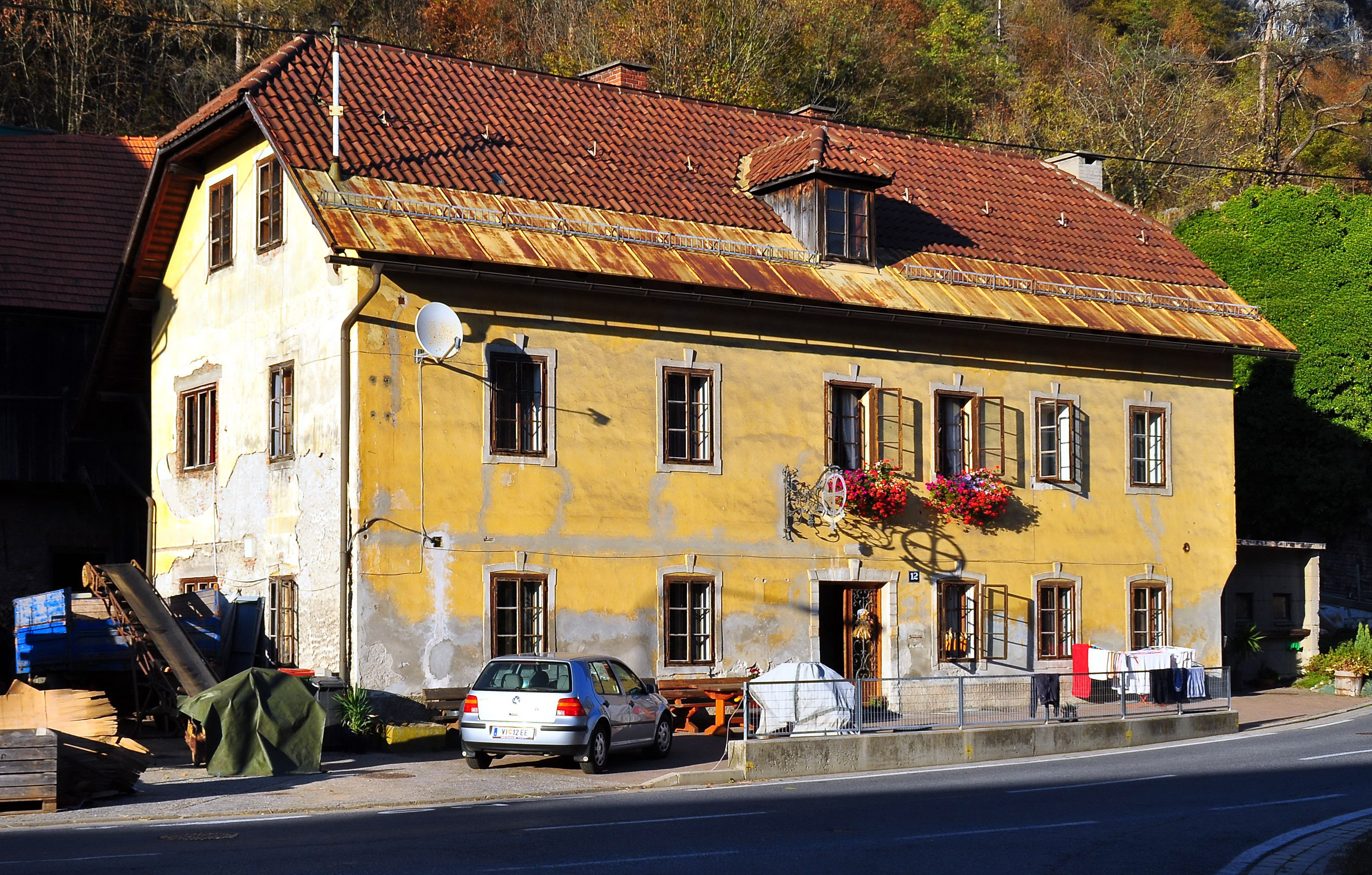
Gasthof „Kreuzwirt“ in Unterfederaun Nr. 12
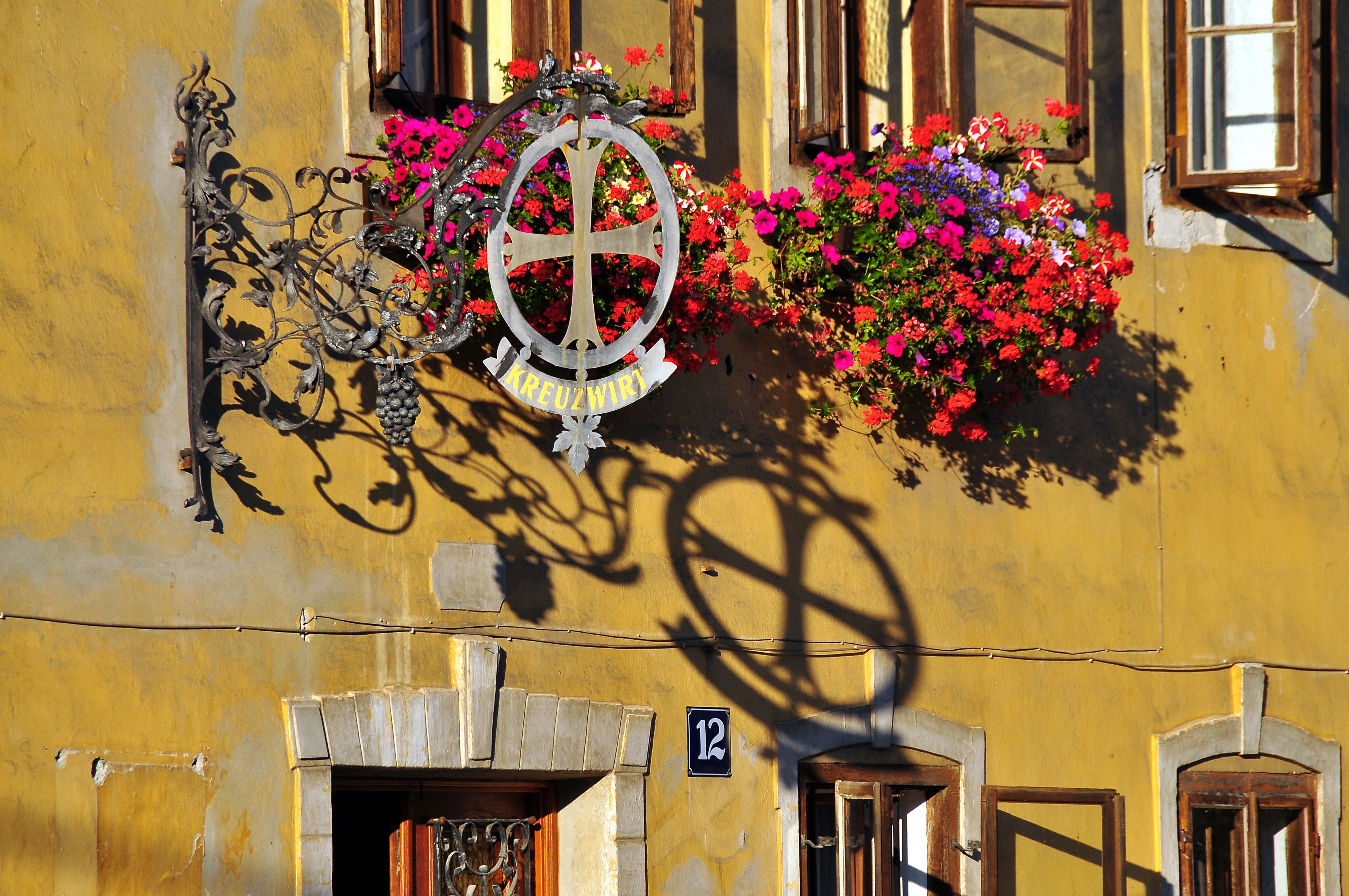
Detail am Gasthof „Kreuzwirt“ in Unterfederaun Nr. 12
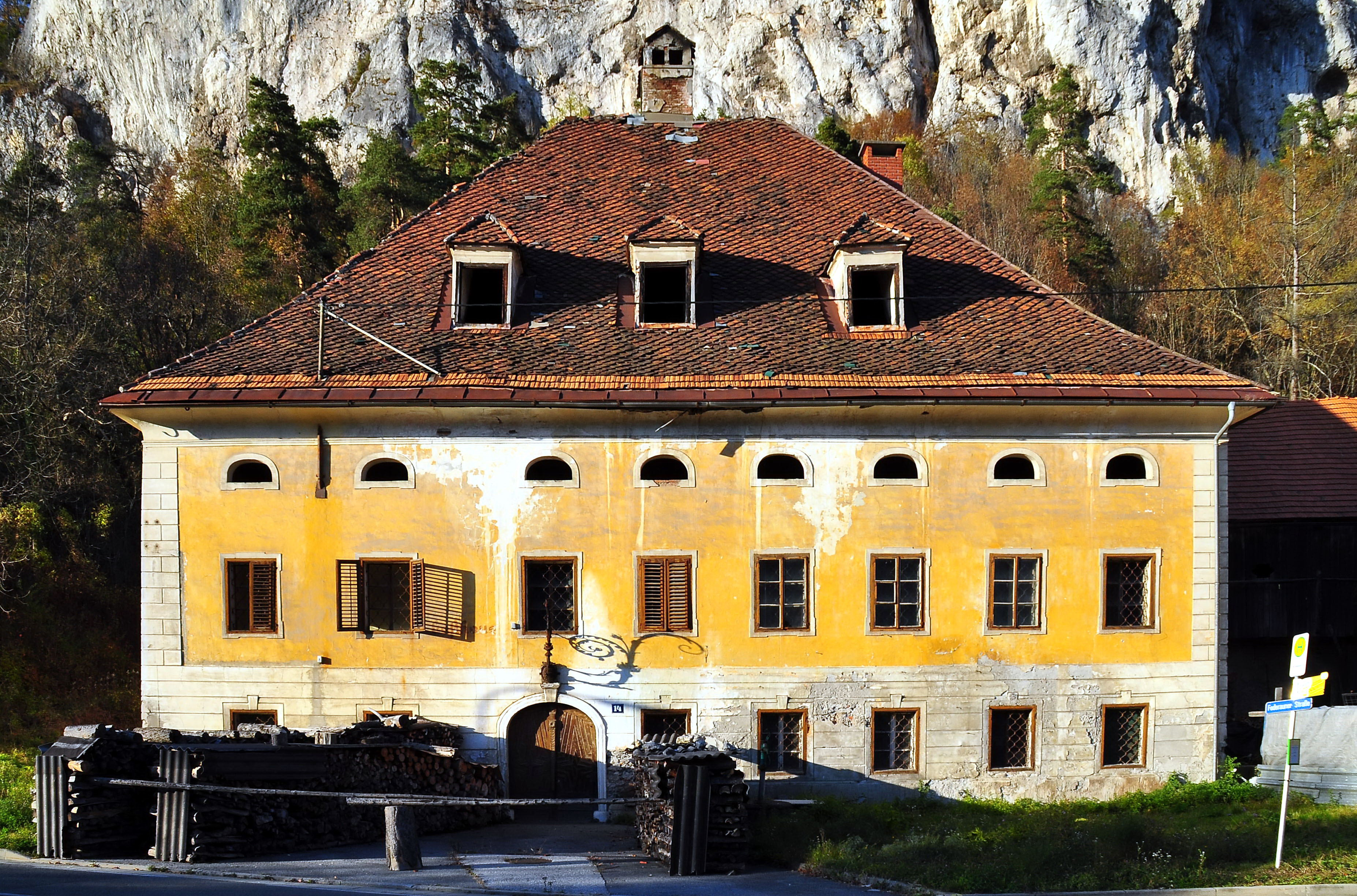
Gewerkenhaus in Unterfederaun Nr. 14 aus dem Jahr 1750
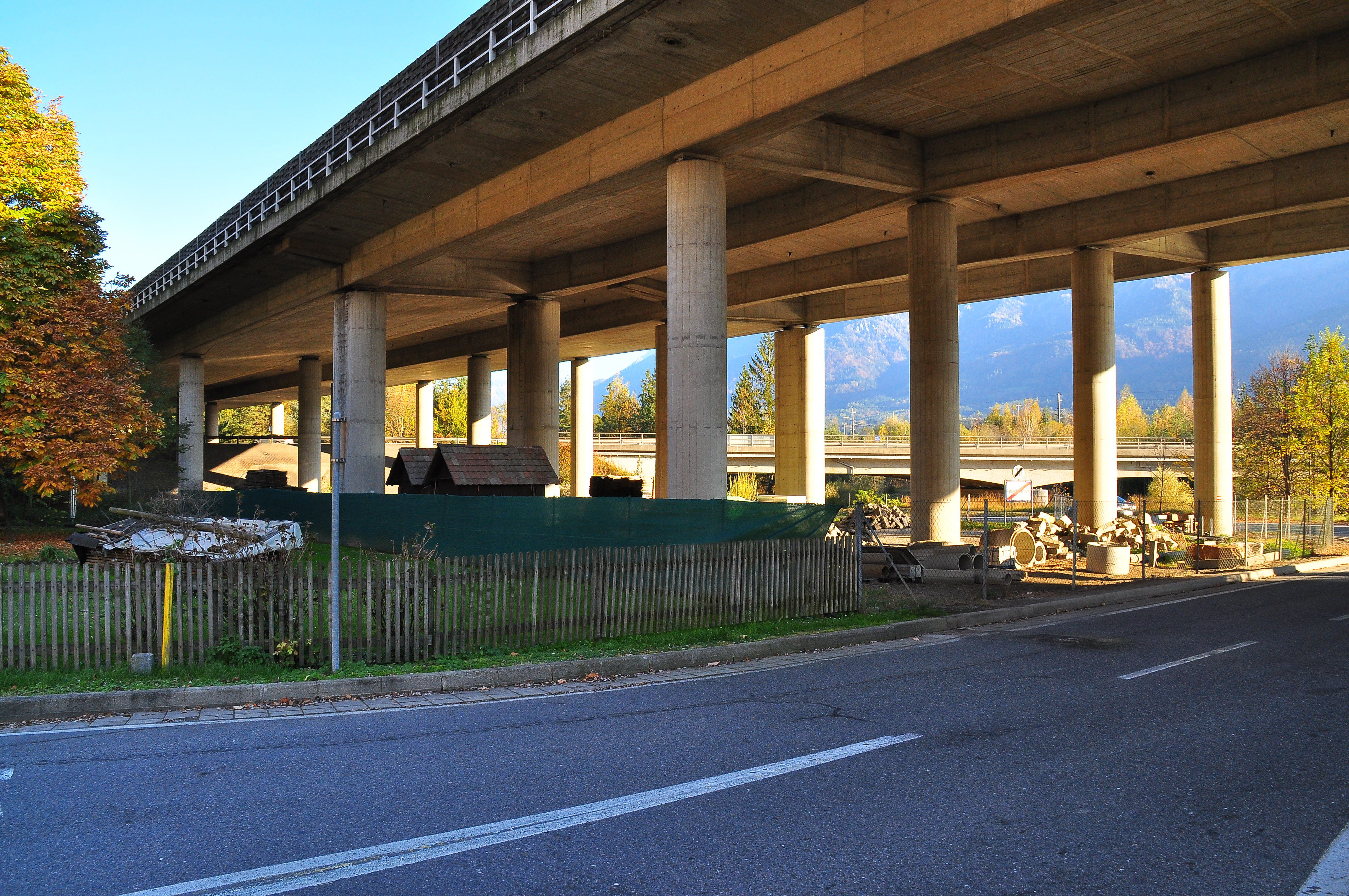
Autobahnbrücke in Unterfederaun